# アイ・エヌ・ジー (企業)
株式会社アイ・エヌ・ジー（英:ING CO., LTD.）は、1990年からティーンのマーケティングPR事業を中心にマネジメント事業、メディア事業、制作事業、IT事業、派遣事業を行う日本の総合広告代理店である。本社は東京都渋谷区に所在。代表取締役は佐藤康文。株式会社つばさエンタテインメントの100%連結子会社である。

## 沿革
- 1990年（平成2年）11月 - 株式会社アイ・エヌ・ジーを東京都新宿区に設立。
- 1995年（平成7年）女子高校生200名による月刊アンケート「渋谷トレンドリサーチ」発行開始。
- 1998年（平成10年）名古屋支社・大阪支社設立。（現在は閉鎖）
- 1999年（平成11年）本社を渋谷区に移転。
- 2006年（平成18年）監修書籍「時代を創るガールズ・カルチャー」ゴマブックスより発行。［ISBN:9784777104734］
- 2008年（平成20年）6月 ‐ 株式会社つばさエンタテインメントの100%連結子会社となる。
- 2009年（平成21年）7月 ‐ 本社を現住所に移転。
- 2014年（平成26年）制作事業及び派遣事業を開始。
- 2018年（平成30年）IT事業を開始。
- 2019年（令和元年）11月-WebメディアEmo!miuを開設。

## メディア
- INGTEENS（ティーンズリアルモニター）
- Emo!miu（Webメディア）

## 所属タレント
- ほのか
- 和地つかさ
- 黒木ナツミ
- 植村颯太
- 柚来しいな
- 藤園麗（元AKB48）[1]

## グループ企業
- 株式会社つばさエンタテインメント ‐ つばさグループ全体の経営管理並びに事務管理
- 株式会社つばさレコーズ ‐ CD/DVDのパッケージ制作や販売、アーティストマネージメント、音楽配信、音楽スクールの運営、出版事業
- 株式会社ダブルカルチャーパートナーズ ‐ 海外アーティストを中心としたマネージメント、CD・DVDのパッケージ制作や販売、イベント制作、販促ツールやグッズ制作、音楽出版事業